# Asteropus kaena
Asteropus kaena är en svampdjursart som först beskrevs av de Laubenfels 1957.  Asteropus kaena ingår i släktet Asteropus och familjen Ancorinidae. Inga underarter finns listade i Catalogue of Life.